# NGC 7398
NGC 7398 est une galaxie spirale située dans la constellation des Poissons. Cette galaxie a été découverte par l'astronome irlandais R. J. Mitchell en 1856. Sa vitesse par rapport au fond diffus cosmologique est de 4 364 ± 26 km/s, ce qui correspond à une distance de Hubble de 64,4 ± 4,5 Mpc (∼210 millions d'al).
NGC 7398 présente une large raie HI. Selon la base de données Simbad, NGC 7398 est une une galaxie LINER, c'est-à-dire une galaxie dont le noyau présente un spectre d'émission caractérisé par de larges raies d'atomes faiblement ionisés.
À ce jour, cinq mesures non basées sur le décalage vers le rouge (redshift) donnent une distance de 183,380 ± 155,775 Mpc (∼598 millions d'al), ce qui est à l'intérieur des valeurs de la distance de Hubble, mais c'est une valeur résultant d'un échantillon incohérent qui ne devrait pas être prise en compte. Malgré cela, c'est avec la valeur moyenne des mesures indépendantes, lorsqu'elles existent, que la base de données NASA/IPAC calcule le diamètre d'une galaxie et qu'en conséquence le diamètre de NGC 7398 pourrait être d'environ 37,8 kpc (∼123 000 al) si on utilisait la distance de Hubble pour le calculer.

## Groupe WBL 689
En se basant sur un catalogue publié en 1999, la base de données NASA/IPAC indique que NGC 7398 fait partie du groupe de galaxies WBL 689. Ce catalogue indique qu'il y a quatre galaxies dans ce groupe et, malheureusement, elles ne sont pas indentifiées. Le groupe WBL 689 est cependant formé de galaxies situées dans la même région du ciel, soit NGC 7396, NGC 7397, NGC 7398 et NGC 7402.